# Focillodes dinawa
Focillodes dinawa là một loài bướm đêm trong họ Noctuidae.